# Ruta 1502 (Lima)
La ruta 1502 o "la 87B" es una ruta de transporte público del área metropolitana de Lima, que conecta los distritos de Puente Piedra y Lima. El trayecto de esta ruta consta de 93 o 96 paradas dependiendo de la dirección y dura aproximadamente entre 2 y 3 horas.

## Características
Esta ruta de transporte público está administrada por la Empresa de Transportes y Servicios Amancaes S.A. (ETAMSA), y comparte similitud con las rutas OM25 y OM47, que transitan por la urbe limeño-chalaca.

### Autorización
La ruta 1502 se encuentra autorizada por la Municipalidad Metropolitana de Lima (MML) y la Autoridad de Transporte Urbano (ATU).

## Trayecto
Los autobuses de la ruta 1502 (aprox. 60) comienzan a operar a las 5:00 a.m. y terminan a las 11:00 p.m. por los distritos de Puente Piedra, Los Olivos, San Martín de Porres, Callao, Bellavista, San Miguel, Lima y Breña en las provincias de Lima y Callao; pasando por importantes lugares como el Mercado Unicachi, Real Plaza Pro, el Club Metropolitano Lloque Yupanqui, el aeropuerto Jorge Chávez, la plaza Garibaldi, el Óvalo la Perla, el centro comercial Bellavista, el Hospital Naval, la Universidad Nacional Mayor de San Marcos y el centro de Lima. 

### Terminales
Su terminal de ida se encuentra en la lotización Chillón, en Puente Piedra y su terminal de vuelta se encuentra en el Cercado de Lima.

### Recorrido
| Dirección                  | Avenidas y calles |
| -------------------------- | --- |
| Ida Hacia Lima             | C. Los Álamos - Av. Malecón Chillón - Av. Cordialidad - Av. Los Próceres de Huandoy - Carretera Panamericana Norte - Av. Las Palmeras - Av. Santiago Antúnez de Mayolo - Av. Universitaria - Av. Angélica Gamarra - Av. Tomás Valle - Av. Elmer Faucett - Av. La Chalaca - Av. Nuevo Aeropuerto - Jr. Apurímac - Av. Alameda - Av. Néstor Gambetta - Av. Argentina - Av. 2 de Mayo - Av. Marco Polo - Av. Miguel Grau - Jr. Colina - Av. José Gálvez - Av. Venezuela - Av. Universitaria - C. Santa Teodosia - Av. Bertello - Av. Tingo María - Av. Arica - Jr. Carhuaz - Jr. Loreto - Av. Bolivia - Jr. Washington. |
| Vuelta Hacia Puente Piedra | Jr. Washington - Av. Venezuela - Av. Prol. Arica - Av. Naciones Unidas - Av. Venezuela - Av. José Gálvez - Jr. Colina - Jr. Ugarte - Jr. Los Héroes - Av. Miguel Grau - C. Secada - Av. Marco Polo - Av. 2 de Mayo - Av. Argentina - Av. Néstor Gambetta - Av. Alameda - C. Circunvalación - C. Piura - Av. La Chalaca - Av. Elmer Faucett - Av. Tomás Valle - Av. Angélica Gamarra - Av. Universitaria - Av. Santiago Antúnez de Mayolo - Av. Las Palmeras - Av. Marañón - Av. Universitaria - Carretera Panamericana Norte - Av. Próceres de Huandoy - Av. Cordialidad - Av. Malecón Chillón - C. Los Álamos.      |

Avenidas y calles donde transita la ruta 1502 por las obras de la Línea 2 en las avenidas Venezuela y Arica.

## Rutas relacionadas
OM25 (Puente Piedra - San Miguel), OM47/1448 (Ventanilla - San Miguel), IO66 (Callao - San Juan de Lurigancho), IO63 (La Punta - Ate).